# Cshonmjodó
A cshonmjodó (Chung Do Mu Sool Won) harcművészeti stílust A Szango mester alapította. Nyilvánosan oktatott, de kevéssé ismert koreai fegyveres vívóiskola.
Alapfegyverei: bot, kard, alabárd, korbács és cséphadaró. A cshonmjodóban nem használnak az oktatáshoz formagyakorlatokat. A tanulmányokat egy fegyver alaptechnikáinak elsajátításával kezdik, majd fokozatosan ismerkednek meg a többi fegyverrel. A stílusban nagy hangsúlyt kapnak a páros gyakorlatok. A tanulók formagyakorlatok helyett páros gyakorlatok révén sajátítják el a hatékony kombinációkat, melyek gyakran tartalmaznak ütés-, rúgás-,  illetve dobástechnikákat.